# Henry Turner Irving
Henry Turner Irving (né en 1833 et mort en 1923) est un officier britannique. Il a été gouverneur intérimaire du Ceylan britannique dans l'actuel Sri Lanka, gouverneur des Îles-sous-le-Vent britanniques, gouverneur de Trinité et gouverneur de la Guyane britannique.

## Distinctions
Ordre de Saint-Michel et Saint-Georges Chevalier Grand-croix